# Curve (Zeitschrift)
Curve ist eine seit Mai 1990 erscheinende US-amerikanische Zeitschrift.
Sie ist laut Eigenangabe das meistverkaufte Magazin für eine lesbische Leserschaft in den Vereinigten Staaten. Es werden Nachrichten aus der LGBT-Community, Politikmeldungen und soziale Gesellschaftsfragen veröffentlicht. Des Weiteren erscheinen im Magazin Interviews mit Unterhaltungsstars und Geschichten aus dem Entertainment, Popkultur und Tourismus. Seit 2000 besteht zudem eine Webseite mit einem Internetforum.
Curve wurde seit Mai 1990 zunächst unter dem Titel Deneuve veröffentlicht. Der Titel wurde nach einem Rechtsstreit von 1995 mit der Schauspielerin Catherine Deneuve umbenannt.
2018 hatte das viermal im Jahr erscheinende Magazin eine Auflagenstärke von 52.237 Ausgaben. Im Jahre 2010 übernahm Avalon Media LLC die Zeitschrift.